# Tärnö, Nyköpings kommun

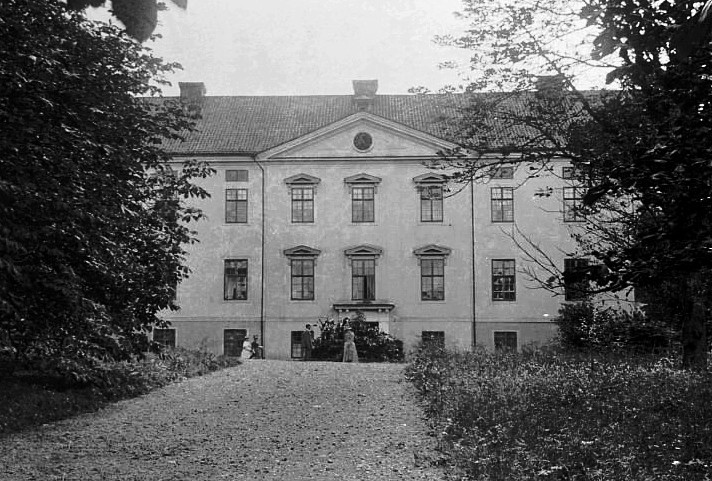
Tärnös gamla huvudbyggnad före branden 1913.

Tärnö (eller Tärna, även Tärnö slott) är en egendom och ett tidigare fideikommiss i Husby-Oppunda socken, cirka 20 kilometer nordväst om Nyköping i Södermanlands län. Tärnö avbildas bland annat i Erik Dahlberghs propagandaverk Suecia antiqua et hodierna.

## Historik

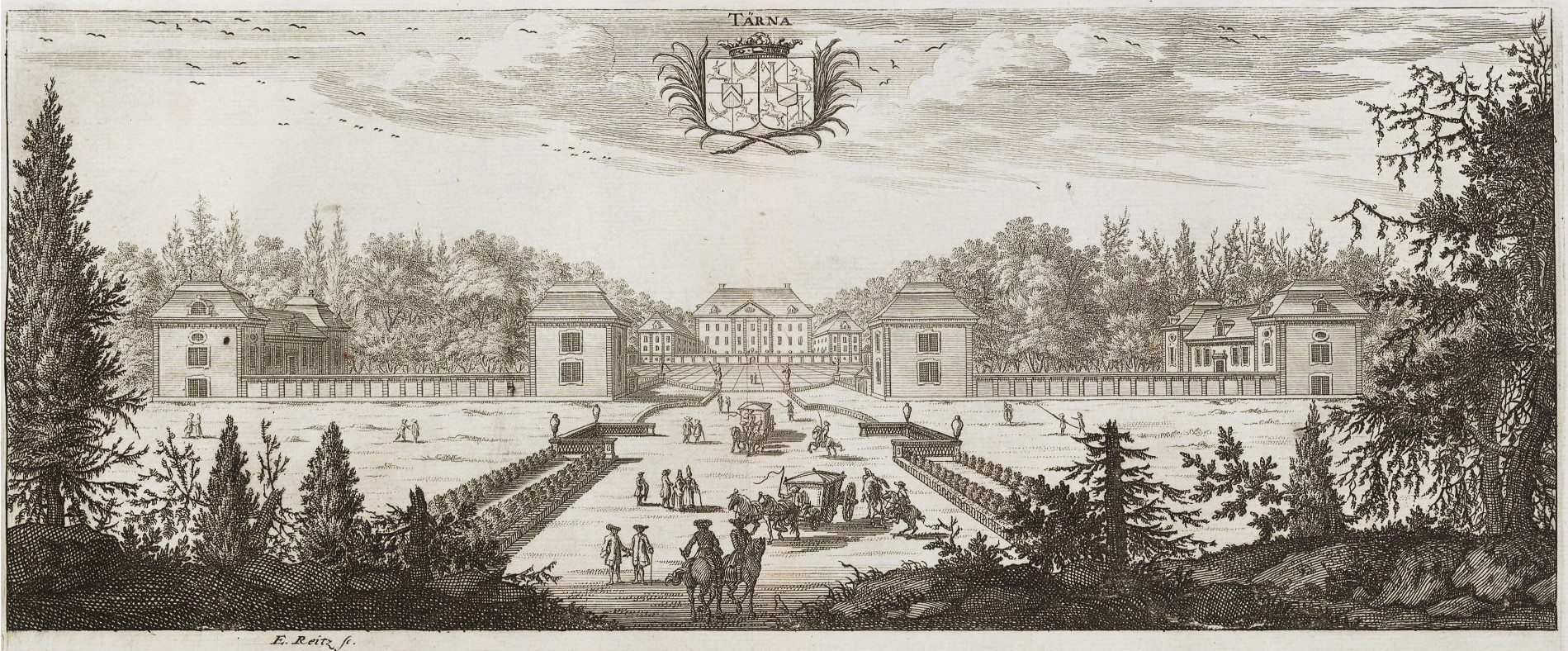
Tärnö i Sueciaverket 1696.

Gården omtalas för första gången i skriftliga handlingar 1303 och som sätesgård på 1430-talet. Namnet stavades Tærna eller Thaerna. Då ägdes Tärnö av Erik Karlsson (Örnfot) som var skattmästare hos kung Magnus Eriksson. Tärnö tillhörde sedan under en tid Braheätten. Gustav Vasas syster Margareta Eriksdotter (Vasa) och hennes man Joakim Brahe ägde Tärnö slott på 1500-talet och Gustav Vasa gömde sig på Tärnö under Stockholms blodbad 1520 och räddade på så vis sitt liv. Däremot lät sig Joakim Brahe bli lurad till Stockholm av Kristian II och var en av dem som blev avrättade.
Den äldsta föregångaren till Tärnö låg troligen vid Hästnäset, där husgrunder av en järnåldersgård syns intill järnåldersgravfältet på näset. I Tärnös marker ingår även den avhysta gården Rista, till vilken de båda gravfälten öster om Tärnö gård hörde. Den äldsta sätesgården låg troligen vid Gammelgårdsudden, där spår av bebyggelse ännu finns kvar.
Senare låg den dock på en kulle vid vattnet 300–400 meter sydost om Gammelgårdsudden. Där finns ännu grunden till ett stenhus, omtalat som ruin redan 1728. Arkeologiska undersökningar har daterat denna bebyggelse till 1400-talet. Tärnö var en mycket stor gård med 50 mantal i 14 kyrksocknar. Omkring 1650 var minskade egendomen till 377 hektar varav 167 hektar åker.

## Del av Tärnös ägor 1727

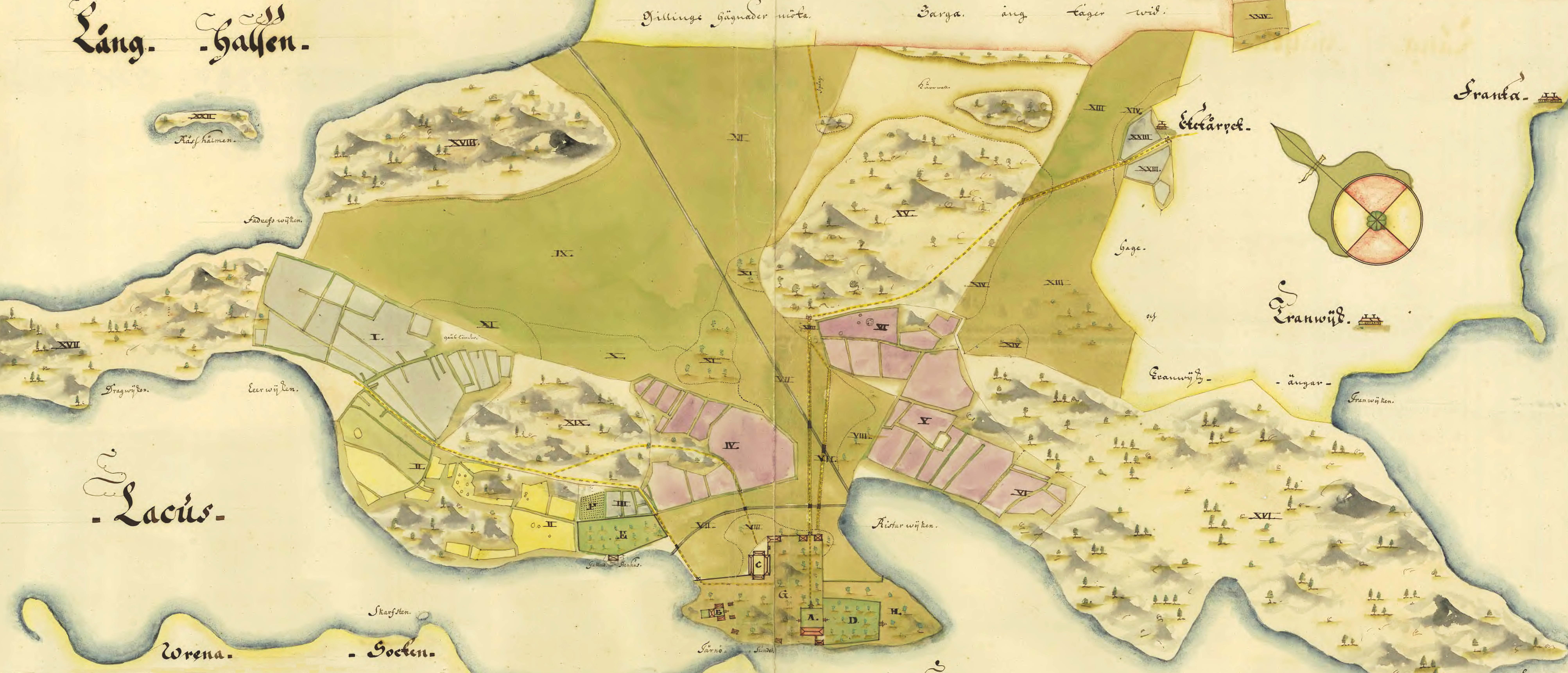
Delar av egendomen Tärnö 1727. A: Huvudbyggnad, B: Ytterligare en mangårdsbyggnad, C: Ladugården, D: Fruktträdgård.

## Tärnös nyare historik

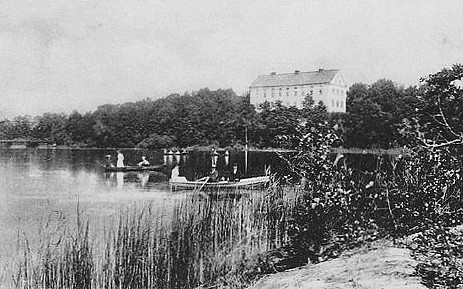
Tärnö slott på ett äldre vykort.

Åren 1626–1640 uppfördes på egendomen ett slott i sten som sätesgård. Den hade ärvts av Ebba Grip som var gift med Svante Gustavsson Banér. På 1660-talet moderniserades huvudbyggnaden, möjligen av den kunglige arkitekten Jean de la Vallée. Det är det slottet som avbildas i Suecia antiqua et hodierna. Ägare var då friherre Svante Svantesson Banér vilken senare efterträddes av systern Elisabet Banér, gift med Erik Karlsson Sparre. Huset mätte 42 x 15 meter och hade tre våningar samt innehöll 36 rum med delvis fem meter rumshöjd. Sueciabilden återgår på ej realiserade projektritningar med en större paviljongomgiven förgård som leder upp till den övre gården omgiven av flyglar. Arkitekturen är enkel och livas endast av bandade lisener både på huvudbyggnad och flyglar. Både mangårdens höga holländskinfluerade tak och de generösa nedre starkt franskpåverkade gårdsflyglarna för närmast de la Vallée i tankarna men även den äldre Tessin kan ha hållit i ritstiftet. och 1727 års karta ger belägg för att endast paviljongerna omkring infarten kom till utförande av de storslagna byggplanerna. Man kan även tänka sig att den låga övervåningen alternativt salar med överfönster som antyds i fotografiet är från slottets barockepok. Den mindre gårdsbebyggelsen i trä väster om stenhuset med mindre och mera lättupvärmda rum kan ha tillkommit som en herrebostad för vinterbruk.    
År 1803 gjorde greven Fredrik Georg Strömfelt Tärnö till fideikommiss som 1915 förvandlades till penningefideikommiss. Den 24 november 1913 brann byggnaden ner till grunden. En ny mangårdsbyggnad uppfördes 1954 på delar av den gamla grunden. Idag bedrivs på Tärnö levande jordbruk och hästverksamhet. På gården finns bland annat ett modernt mälteri samt ett bränneri där man bränner vodka och akvavit under varumärket "Nils Oscar".